# حمدی السعید
حمدی السعید (زاده ۲۲ ژانویهٔ ۱۹۹۳)، کشتی گیر کشور مصر است. 
وی در المپیک ۲۰۱۶ ریو در وزن ۹۸ کیلو حاضر بود که در دور اول از آلین الکسوج کشتی گیر رومانیایی شکست خورد و حذف شد.